# Die Reise nach Braunschweig (Reuter)
Die Reise nach Braunschweig. Kurze Beschreibung meiner Reise durch großer und kleiner Herren Länder ist ein Frühwerk von nur wenigen Seiten des niederdeutschen Dichters und Schriftstellers Fritz Reuter. Er verfasste es um 1822 im Alter von 12 Jahren für seinen Paten, den Amtshauptmann Weber, der durch Reuters 1859 erschienenes Werk Ut de Franzosentid Berühmtheit erlangen sollte.

## Inhalt
Der Erzähler berichtet seinem Paten über eine von seinem Wohnort Stavenhagen in Pommern ausgehende mehrtägige Rundreise. Zusammen mit drei Personen bricht er am 27. September auf und fährt per Kutsche zunächst nach Jabel, um dort seinen Oheim zu treffen und mit den anderen auf den Vater zu warten. Nach dessen Eintreffen geht die Reise weiter zur Großmutter nach Parchim. Anschließend folgen Aufenthalte in Grabow und Dömitz, bis schließlich am 4. Oktober die Elbe bei Dannenberg im Königreich Hannover überquert wird. Anschließend reist man durch die Lüneburger Heide nach Uelzen und weiter nach Gifhorn. Am folgenden Morgen erreicht die Reisegruppe das Herzogtum Braunschweig und schließlich dessen Haupt- und Residenzstadt Braunschweig.
Der Erzähler beschreibt den zweitägigen Aufenthalt in der Stadt und was er alles erlebt und gesehen hat. So z. B. die Türme der Stadt, die er bereits von weitem sehen konnte, „das Rathaus“ (wahrscheinlich das Altstadtrathaus), „das Schauspielhaus“, „das prächtige Residenzschloß oder graue Hof (Grauenhof)“. Am zweiten Tag des Aufenthalts besucht er mit seinem Vater zunächst Ölper, später beschreibt er den Burgplatz, die dortige „Kaserne“ (heute die Burg Dankwarderode) sowie den von Heinrich dem Löwen errichteten Braunschweiger Löwen. Am dritten Tage wird der Exerzierplatz besucht, wobei der Erzähler das Braunschweigische Leibbataillon und die Kavallerie beobachtet und dabei die Infanterie-Uniform beschreibt: „kurze schwarze Jacken mit hellblauen Aufschlägen und Kragen, schwarze Hosen mit hellblauen Litzen und eine Mütze mit einem Todtenkopfe und zwei Knochen, die aus Stahl gearbeitet waren, und einen Pferde-Schweif statt eines Federbusches.“ Zum Abschluss folgt ein Besuch im Museum und in der „Bildergallerie“ (wahrscheinlich das Herzog Anton Ulrich-Museum).
Anschließend reist die Gruppe über Königslutter und Helmstedt nach Magdeburg, wo u. a. der Dom sowie das Grab Ottos I. und der Magdeburger Reiter ihre Beachtung finden. Von da aus geht die Reise über verschiedene kleinere Ortschaften wieder zurück zum Ausgangspunkt Stavenhagen.

## Ausgaben
Die Erzählung erschien postum erstmals 1874 im 1. Teil von Nachgelassene Schriften im Hinstorff Verlag zusammen mit anderen kurzen Werken.